# 佩庫里夫卡
51°48′37″N 31°34′33″E / 51.81028°N 31.57583°E
佩庫里夫卡（烏克蘭語：Пекурівка）是位於烏克蘭北部切爾尼希夫州裏切爾尼希夫區的村莊，面積5.13平方公里，海拔高度132米，2006年人口567，人口密度每平方公里110.5人。